# Реактивне врсте кисеоника
Реактивне врсте кисеоника, слободни радикали кисеоника, (енгл. Reactive oxygen species) (ROS) , су слободне радикалске честице кисеоника, које се састоје од атома, молекула или јона и које имају један или више неспарених електрона у својој структури. Настају као међупроизвод у току метаболизма кисеоника, јако су нестабилне и веома реактивне, због чега могу изазивати ланчане реакције у организму. Ове (нестабилни) честице (ROS), због пуно неспарених електрона у спољној орбити, веома агресивно траже друге молекуле, у настојању да из њих „украду“ њихове електроне, стварајући тако нове радикала, и на тај начин одрже оксидативни циклус. А сам молекул кисеоника има два неспарена електрона са истим спинским бројевима у спољним орбитама и тешко прима електронски пар донора.
Реактивне врсте кисеоника у организму испољавају позитивна и негативна дејства. Настале као споредни производ нормалног метаболизма кисеоника, (ROS) играју важну улогу у ћелијској сигнализацији, леукоцити их користите као одбрамбени механизам у борби против разних микроорганизама, због њихове цитотоксичне активности итд. Са друге стране, изложеност организма негативним утицајима средине (нпр. изложеност радиоактивном, микроталасном ултраљубичастом или зрачењу радио-таласа) или топлоти, може утицати на значајно увећање ових једињења, која у великим концентрацијама могу изазвати обимно оштећења ћелијских структура, која носе назив оксидативни стрес.

## Историја
Слободне кисеоничке врсте открио је 1954. (енгл. Denham Harman) са сарадницима, који су их означили као вероватним етиолошким факторима у развоју токсичних ефеката кисеоника.
Године 1956, (енгл. Denham Harman) описао је слободне радикале
 као... 
| „ | ...Пандорину кутију зла која може да нанесе огромну штету, мутагенезом, туморима, и на крају, али не мање важним дегенеративним процесима биолошког старења. | ” |

Године 1969, изучавање слободних радикала у живим организмима улази у другу етапу после објављених радова (енгл. McCord-а и Fridovich-а) који су открили ензим супероксид дисмутазу (SOD), и коначно уверили већину колега да су слободни радикали веома важни у биологији. Инспирисани сазнањем да слободни радикали изазивају оштећења ДНК, протеинa, липида и других компоненти ћелија, започета су бројна истраживања у свету.
Трећа етапа у проучавању слободних радикала почела је са првим извештајима који су описивали предности биолошког дејства слободних радикала. Истраживачи (енгл. Mittal и Murard) су доказали да супероксид анјон (О-), преко свог деривата, хидроксилног радикала, стимулише активирање гванилат циклазе и формирање „другог гласника“ (cGMP). Слични ефекти радикала су уочени и код супероксида, водоник-пероксида. и (енгл. Moncada) са сарадницима који у засебним истраживањима откривају улогу азот-оксида (NO), као регулаторног молекула у контроли опуштања глатких мишића и спречавању адхезије (слепљивања) тромбоцита. (енгл. Roth and Dröge) откривају утицај радикала на активацију Т-ћелија тј. да супероксид анјон и ниска микромоларна концентрација водоник-пероксида повећава производњу у Т-ћелијама, факторе раста интерлеукина-2, имуноглобулина важног лимфоцитног протеина. (енгл. Storz) са сарадницима 1990 објављује да се индукција разних гена у бактеријама одиграва под утицајем водоник-пероксида.
Данас постоји велики број доказа да су живи организми не само прилагођени за суживот са слободним радикалима, већ и да су развили механизме за њихову примену у регулационим процесима.
Важне физиолошке функције које се одвијају уз помоћ слободних радикала, или њихових деривата у организму живих бића су; 
- регулација васкуларног тонуса, (која је у директној спрези са парцијалним притиском и концентрацијом кисеоника),
- квалитетнији пренос сигнала из мембрана различитих рецептора, (укључујући и антиген рецепторе лимфоцита),
- оксидативни стресни одговор организма који обезбеђује одржавање редокс хомеостазе (види табелу).

| Врста радикала            | Извор радикала     | Физиолошки процеси |
| ------------------------- | ------------------ | --- |
| Азот оксид (NO-)            | Азот               | • Релаксација глатких мишића (контрола васкуларног тонуса) • Разне друге (cGMP) - зависне функције |
| Супероксид (2-) и сродне (ROS) | оксидазе           | • Контрола вентилације. • Контрола продукције еритропоетина и других функције изазваних хипоксијом. • Релаксација мишића • Пренос сигнала из различитих мембрана рецептора. • Побољшава имунолошке функције |
| Супероксид (O2-) и сродни | Из било ког извора | • Оксидативни стрес одговор. • Одржавање редокс хомеостазе. |

Оксидативни стресни одговор, и улога коју оксидативни стрес игра у бројним болестима, привлачи све већу пажњу истраживача због биолошког значај редокс регулације и деликатне равнотеже између предности и штетних учинака слободних радикала, што представља важан елемент живота. Биолошка „редокс регулација“ постаје област растућег поља истраживања, које све више има утицај на различите дисциплине, укључујући физиологију, биологију ћелије, и бројне гране клиничке медицине.

## Порекло
Порекло реактивних врста кисеоника у организму, може бити ендогено (у току физиолошких процеса, нпр. ћелијског дисања) и егзогено (када је њихова продукција изазвана уносом ксенобиотика и других материја у организам).

### Ендогено порекло
Ћелијско дисање; реактивне врсте кисеоника (ROS) у организму се непрекидно стварају у току ћелијске респирације у телу, углавном током процеса преноса електрона у процесу дисања у митохондријама, и најчешће настају као непожељни производи непотпуног ћелијског дисања. У активним митохондријама се око 0,1% до 4% удахнутог кисеоника претвара у реактивна једињења кисеоника.
Реактивна једињења (ROS) настају углавном у току преношењу електрона из убикинон ) из комплекса III до комплекса I на убикинону. Пренос укључује семикинонске радикале (QH•), којима може бити придодат електрон кисеоника (O2):
Настали супероксид делују на аконитазу која ослобађа катјон гвожђа у феро облику (Fe2+). Супероксид и хидроген-пероксид могу да реагују по Haber-Weissovi, реакцији при чему су јони гвожђа катализатори реакције. У овој реакцији настаје вода, кисеоник и хидроксил радикал, који је још увек реактивнији од супероксида.
Водоник-пероксид се у Фентоновој реакција разлаже на хидроксил анјон и хидроксил радикал, а катализатори ове реакције су јони (Fe2+).

### Егзогено порекло
Ксенобиотици; Многобројни радикали могу настати у организму и након уноса различитих супстанци или страних материја (кеснобиотика). Неки од најчешћих ксенобиотика су; пестициди, катрани, вештачке боје, дувански дим, конзерванси, лекови или радикали настају као последица изложености микроталасном, јонизујућем и другим врстама зрачења, па чак и јачег физичког напрезања.

### Реактивна једињења кисеоника
Међу реактивним врстама кисеоника (ROS), у биолошком смислу, посебно су значајне следеће врсте реактивних једињења кисеоника;
- O2•— - супероксид или супероксидни анјонски радикал,
- 2O2 - водоник-пероксид,
- •— - хидроксилни радикал,
- O2• - пероксилни-радикал,
- O2• - перхидроксилрадикал,
- • - алоксилни радикал,
- • - хидропероксид,
- - хипохлоритна киселина,
- O3 - озон,
- 1ΔgO2 - синглентни кисеоник.

Хидроксилни радикал је најреактивнији јер најлакше одузима електроне од околних молекула и важан је покретач липидне пероксидације.

#### Супероксидни анјон
Супероксидни анјон радикал настаје у митохондријама редукцијом кисеоника једним електроном. Ћелије имунског система имају такође посебну улогу у стварању супероксид анјона пошто садрже ензимски комплекс везан за мембрану, NADPH оксидазе, која редукује кисеоник са NADPH и ствара обилне количине супероксидног анјона.
У физиолошким условима овај радикал не изазива токсичне ефекте јер га ензим супероксид-дисмутаза (SOD) трансформише у мање активан водоник пероксид. Али ако реагује са азот-моноксидом онда настаје још токсичнији и реактивнији пероксинитритни анјон. Производи ове реакције су неопходни за ефикасно убијање бактерија. Овај радикал своје штено дејство испољава: индукцијом липидне пероксидације и оштећењем ћелијске мембране.
Супероксидни анјон радикал настаје у митохондријама;
- редукцијом кисеоника једним електроном,
- дејством ензимског комплекса везаног за мембрану ћелија имунског система  оксидазу која редукује кисеоник и ствара велике количине супероксидног анјона, који има посебну улогу у стварању супероксида.

#### Водоник-пероксид
Водоник пероксид настаје у ћелијама редукцијом молекула кисеоника са два електрона при чему је реакција катализована бројним оксидазама.
Иако може рећи да он није прави слободни радикал јер нема неспарених електрона и мада представља најстабилнији интермедијерни продукт редукције кисеоника, водоник пероксид такође показује бројне токсичне ефекте (нпр. поремећаје у депоновању калцијума у митохондријама са нагомилавањем калцијума у цитосолу и губитком сулфхидрилних група протеина) што може бити од утицаја код настанка оксидативног стрес.

#### Хидроксилни радикал
Он је најреактивнији интермедијерни продукт делимичне редукције кисеоника. Ако каталаза не уклони водоник пероксид, он може да реагује са феро јонима и да формира хидроксилни радикал.
Хидроксилни радикал изазива следеће реакције које су довољне за настанак иреверзибилног оштећења ћелије.;
- Оштећење мембране митохондрија
- Оштећење молекула ДНК,
- Оштећење мембране ћелије
- Поремећај липидне пероксидације

#### Синглетни кисеоник
Синглетни кисеоник настаје довођењем енергије у молекул кисеоника са циљем да се мења спина једног од електрона што значајно увећава његову реактивност. Такође овај радикал може да испољи и значајну токсичност у различитим биолошким системима. Његова улога је мање значајна од претходна три реактивна једињења кисеоника.

## Физиологија
Процес оксидације је део регулаторног биохемијског функционисања организма у процесу стварања енергије која је неопходна за његов живот. Током ових процеса стварају се реактивне врсте кисеоника (ROS), које имају своје физиолошке позитивне функције. Од унете количине атмосферског кисеоника (којег у ваздуху има 21%) у организму се 5% до 10% кисеоника непотпуно редукује у реактивне врсте кисеоника, које највећим делом чине кисеонички слободни радикали.
Како су слободне радикалске честице кисеоника, које се састоје од атома, молекула или јона са једним или више неспарених електрона у својој структури, оне су у сталној тежњи да поврате равнотежу, или спаре електроне. Да би то постигли слободни радикали се сукобљавају са стабилним молекулом који чине ДНК, протеине и масти у ћелијама тела. Овај сукоб слободних радикала резултује „крађом“ електрона и стабилизацијом њиховог молекула. Слободни радикал на тај начин постаје поново уравнотежен молекул. Међутим он истовремено од безопасног молекула ствара слободни радикал и циклус ланчаног стварања нових (ROS) почиње поново. Започета ланчана реакција прекинуће се када се споје два слободна радикала, који сваки са својим неспареним електроном доприноси у стварању чврсте и стабилне ковалентна везе.

#### Основни принципи слободно-радикалских механизама
Слободно-радикалски процес се састоји из најмање 2-3 корака;
Први или иницијални корак
Иницијални корак карактерише настајање слободних радикала, најчешће хомолитичким цепањем везе у којем сваки фрагмент задржава по један електрон. Иницијални корак се може десити спонтано или може бити изазван грејањем или светлошћу, зависно од типа везе.
Други корак или терминација
Терминација се карактерише деструкцијом слободних радикала. То се обично дешава процесом супротним од првог корака, комбинацијом два слична или различита радикала при чему настаје нова веза:
Међутим, није редак случај да се терминација не јавља одмах након иницијалног корака. Разлог томе је што је већина радикала врло реактивна и реагује са првом расположивом врстом с којом дође у контакт.
Ако радикал (који има непаран број електрона) реагује са молекулом (који има паран број молекула) укупан број електрона у продуктима мора бити непаран. Продукт у посебном кораку ове врсте може бити једна честица, нпр: може бити други радикал или се може састојати од две честице (при чему једна мора бити молекула, а друга слободни радикал)-пример:
Трећи корак ланчана реакција или пропагација
Пропагација радикала се карактерише стварањем новог радикал (пропагацијом). Тако да новонастали радикал може реаговати са другим молекулом и дати нови радикал, све дотле док се два радикала не споје и дају неутрални молекул. Овај процес се зове и ланчана реакција, јер се карактерише настанком стотина или хиљада пропагацијских корака („карика у ланцу“) између иницијацијског и терминацијског корака. Ако се ради о високо реактивним радикалима као што су нпр. алкилни радикали, ланци су дуги, али са радикалима ниске реактивности, нпр. арилни радикали, настају краћи ланци или се ради о неланчаним процесима, јер радикал нема са чим да реагује све док се не сретне са другим радикалом.

#### Биохемијске реакције
Реакције у организму након којих као коначни или интермедијерни производ настају реактивне врста кисеоника су;
- дисање; чији су производи 2, радикали,
- процеси аутооксидације; хидрохинона, катехоламина, тиола, редукованих прелазних метала,
- нежељена дејства хербицида и лекова; изазивају повећану продукцију О2-,
- зрачење; изазива разлагање воде и стварање радикала
- кидање хемијских веза у органској средини.

Рекомбинацијом овако добијених ROS, а у зависности од других услова (присуство кисеоника у вишку, неких метала итд) покреће се читав низ слободнорадикалских реакција.
Људски организам као и сви аеробни организми, стално је изложен повољним и неповољним ефектима стварања реактивних врста кисеоника. Кисеоник, водоник-пероксид и други деривати кисеоника настали у оптималним количинама имају бројна позитивна дејства у организму. Продукција (ROS)-а је непрекидан процес и представља основну компоненту ћелијског метаболизма. Реактивне врсте кисеоника су од велике користи за организам уколико је њихова продукција добро контролисана и ограничена на одређеним местима у ћелији. Све док постоји равнотежа између ћелијских система који производе слободне реактивне врсте и оних који одржавају антиоксидантне одбрамбене механизме, организам није изложен њиховим штетним утицајима.
Количина слободних радикала у организму је врло мала (32-320 фемтограма по граму ткива супероксид анјон радикала) али њихова ланчана реакција омогућава да један слободни радикал изазове промене на хиљадама молекула и оштети ДНК, РНК, ензиме и/или липидне компоненте биомембране пре него што буде инактивирана.
Већина слободних радикала су краткоживеће, веома нестабилне хемијске врсте које су у стању да лако реагују са основним ћелијским биомолекулима изазивајући промене у структури и функцији ових једињења, која даље могу утицати на покретање новог низа неензимских ланчаних реакција. Проблем настаје када се поремети равнотежа и када закажу природни механизми одбране, па ниво слободних радикала почне да превазилази могућности организма, што мења оксидативни статус и тело улази у зону повећаног оксидативног стреса. Сматра се да су слободни радикали одговорни за настанак акутних и хроничних поремећаја који се манифестују као запаљењски процеси, неуролошки поремећаји, кардиоваскуларни поремећаји, малигне болести итд.

## Патофизиологија
Ћелије на оксидацију реагују производњом радикала. Ланчана реакције може почети код неспарених електрона који се преносе са једног молекула на други. Током дегенеративних процеса у организму јако се повећава потрошња кисеоника и метаболизам (респираторна експозиција), са повећаном активошћу хексозомонофосфатног пута и стварања водоник пероксида и анјона супероксида . Супероксид  је ништа друго до слободни радикал кисеоника који настаје губитком једног електрона из  а као и други слободни радикали хемијски је јако реактиван.
Реактивне врсте кисеоника се непрекидно стварају у живим ћелијама као производ нормалног метаболизма кисеоника. Али се такође неке реактивне врсте кисеоника могу стварати и под утицајем егзогених тј спољних извора односно спољних утицаја који изазивају повећано стварање слободних радикала. Неки од њих су дувански дим, лекови, начин исхране, нека терапијска и околна зрачења (јонизујуће зрачење, радио-таласи, хипероксије па чак и физичка активност.
Под утицајем егзогених и ендогених стресних утицаја, који носе назив и „оксидативни стрес“ може доћи до драматичног повећања слободних радикала, које доводи до значајних оштећења ћелијских структура.
Неки реактивне врсте кисеоника могу играти важну улогу као трансмитери у интрацелуларним путевима преноса информација. Међутим, повећана производња реактивних врста кисеоника доводи до оксидативног стреса. Нормална функција реактивних врста кисеоника покреће индукцију имунског система и мобилизацију система транспорта јона. На пример, крвне ћелије на месту оштећења (нпр. у рани) почињу да продукују реактивне врсте кисеоника, који активирају тромбоците потребне да би започели процес зарастање рана.
Већина реактивних врста кисеоника је врло активна (константна брзина реакција са кисеоником је К=109 Мола у једној секунди или мање) а живе веома кратко (мање од 10-10 секунде.) Иако је количина ROS у организму јако мала, њени ефекти су разорни, јер ланчана реакција омогућава да једна врста изазове промене на хиљадама молекула.  Поремећаји које том приликом могу да изазову реактивне врсте кисеоника у ћелији су;
- Стварање бочних веза - формирање веза између два атома протеина и / или ДНК
- Преоксидација липида - иницирање процес разарања липида и стварање нових радикала.
- Оштећење лизозома - због пуцања мембране лизозома, долази до наглог изласка хидролитичких ензима у ћелији и разарање структура ћелије.
- Оштећење ћелијске мембране - разарање ћелијске мембране и њено одвајање од ћелије.
- Нагомилавање пигмената старења - настаје као последица хидролизе ћелијских компоненти. Пигмент старења -липофусцин настаје као последица хидролизе ћелијских компоненти.[31]

Најбољи пример штетног деловања слободних радикала је оштећење структуре ћелије, односно мембране митохондрија, под утицајем слободних кисеоничких радикала насталих у митохондријама током процеса транспортног ланца електрона. Тако настали слободни радикали реагују са масним киселинама које су саставни део мембранских липида. Настала ланчана реакција доводи до оштећења интегритета мембране митохондрија. На сличан начин долази до оштећења ћелијске мембране, мембране ендоплазматског ретикулума и мембране ћелијског једра. Слободни радикали у ћелији имају највећи афинитет везања за полинезасићене масне киселине у саставу мембранских фосфолипида, при чему настају липидни пероксиди и нови липидни радикали.
На ћелијском нивоу, микроскопска оштећења изазвана кисеоничким радикалима, се виде као прекиди комплексних протеинских ланаца и ужеглост масти или липида у ћелијској мембрани. Оштећења мембране под микроскопом изгледају као „стара смежурана кожа“. Као крајњи исход дејства кисеоничких радикала у организму, могу настати, токсична оштећења на структурама ћелија што резултује њиховом умањеном функцијом и саморегулацијом. На овом принципу се заснива и улога реактивних врста кисеоника као покретача програмиране ћелијске смрти (апоптозе).
Физички се оштећења изазвана реактивним врстама кисеоника манифестују запаљењем као што је то случај код артритиса. Зато се сматра да су реактивне врсте кисеоника, као и остали слободни радикали у директној вези са свим дегенеративним болестима савременог доба.

## Одбрана организма
За контролу реактивних врста кисеоника организам је кроз еволуцију морао да развије антиоксидативни одбрамбени систем (АОДС), састављен од више нивоа. Организам изложен великим количинама кисеоника (која влада у хипероксији) може га присилити да ствара реактивне врсте кисеоника у великим количинама што тражи повећано ангажовање (АОДС). Антиоксидативни одбрамбени систем (АОДС) поседује сопствени редокс капацитет за уклањања реактивних врста кисеоника, а такође и способност репарације већ насталих оксидативних оштећења, и који углавном зависи од индивидуалног антиоксидативног статуса организма. Исцрпљивање или неспособност (АОДС) у одбрани има за последицу пропагацију неконтролисаних реактивних врста кисеоника и појаву оксидативног стреса у организму, што може бити узрок врло озбиљних оштећења и патолошких стања организма.
Упркос чињеници да се радикали у нашем телу продукују стално, наше тело не поприма мирис ужегле масти, као што се то дешава са машћу изложене атмосферском кисеонику. Организам живих бића, развио је велики број одбрамбених механизама који у њему одржавају равнотежу оксидо-редукционих процеса и;
- смањују стварање слободних радикала,
- врше уклањање вишка радикала
- врше регенерацију и
- поправљају настала оштећења узрокована њима.

Ефикасна заштита од штетних ефеката реактивних врста кисеоника, односно од кисеоничких радикала, постиже се интервенцијом у разним фазама слободних радикалских процеса заштитним дејством антирадикалских агенаса: (објашњење дато у схеми испод)
Одбрамбени механизми који одржавају равнотежу оксидо-редукционих процеса су:
- Одређене ћелијске органеле (митохондрије, лизозоми) које одвајају веће количине слободних радикала од осталих виталних делова ћелије,
- Ћелијски ензими: супероксид дисмутаза, каталаза и глутатион пероксидаза
- Антиоксиданси: су углавном материје које организам добија из хране, (углавном воћа, поврћа, лековитог биља, као што су витамини; Ц-витамин (аскорбинска киселина), А-витамин (алфа токоферол), Е-витамин (бета-каротен), и минерали цинк и селен.

Антиоксидативни одбрамбени системи (АОДС) или механизми антиоксидантне заштите аеробних организама обухватају: 
- примарну антиоксидантну заштиту
- секундарну антиоксидантну заштиту

### Примарна антиоксидантна заштита
Ћелијска равнотежа и њен интегритет се од реактивних врсте кисеоника штити сложеним системом антиоксидантне или антирадикалске одбране. Најактивнији у тој одбрани су антиоксидативни ензими. Они заједно са осталим нискомолекуларним физиолошким структурама ћелије штите организам од оксидативних процеса који немају функционалну улогу и виталним процесима организма (антибактеријска и антивирусна заштита, варење итд).

#### Ензими
Антиоксидативни ензими су производ ћелије организма. Њихова улога је да регулишу и бране организам од нежељених дејстава слободних радикала. Главни антиоксидативни ензим су; SOD - супероксид дисмутаза, CAT - каталаза, и GSH-Px - глутатион пероксидаза. Заједно са другим ензимима они чине примарну одбрану од свих реактивних врсте кисеоника.
Супероксид дисмутаза-ензим (SOD, EC 1.15.1.1.)
Супероксид дисмутаза је класа ензима која катализује дисмутазу од супероксида до кисеоника и водоник-пероксида. Као такви, они су важни антиоксидативна одбрана у скоро свим ћелијама изложеним кисеонику. У организму већине сисара и хордата, присутна су три облика изоензима SOD:
- SOD1—интрацелуларна Cu/Zn-SOD, која се предоминантно налази у цитоплазми и језгру ћелије,
- SOD2—митохондријска Mn-SOD, која се предоминантно налази у митохондријама,
- SOD3—екстрацелуларна EC-SOD, која се предоминантно налази ван ћелије у екстрацелуларним течностима (нпр. плазми, матриксу ткива итд).

Улога SOD ензима је да он први делује, и спречи оштећења, конвертовањем супероксида у водоник-пероксид и О2, спречавајући на тај начин стварање хидрокси радикала (OH•) у следећој реакцији:
Генетички фактори и начин живота утичу на количину супероксид-дисмутаза (SOD) у телу сваког појединца. Ако организам не производи довољно супероксид дисмутаза (SOD) (мање од 5 нмол/мл серума), могу настати поремећаји, од средње тешких оксидативних оштећења до дегенеративних обољења.
Каталаза  
Каталаза је један од најраспрострањенијих ензима у природи, кога садржи велики број аеробних организама, као и неке анаеробне бактерије. Основна биолошка улога каталазе заснована је на разлагању, односно редукцији, токсичног водоник-пероксида. Ензим каталаз, који се налази у пероксизому, врши конверзију водоник-пероксида  у безопасну воду  и кисеоник (О2):
Глутатион пероксидаза 
Глутатион пероксидаза  је селен-завистан ензим чија је функција да катализује реакције редукције водоник-пероксида и хидропероксиде масних киселина у присуству редукованог глутатиона (GSH). GSHPx се налази у цитосолу, где штити фосфо-и сфинголипиде мембрана од оксидативне деструкције. Глутатион пероксидаза катализује редукцију водоник-пероксида на два молекула воде, а у улози редуцента јавља се глутатион (GSH) у следећој реакцији:

#### Неензимски биомолекули
Редуковани глутатион 
Редуковани глутатион је нискомолекуларно једињење које чини 90% укупних непротеинских сулфхидрилних једињења ћелије. Редуковани глутатион је по структури γ-L-глутамил-L-цистеинил-глицин. Глутатион има улогу у спречавању оксидације тиолних група ензима, протеина и пептидних хормона, при чему прелази у оксидирани облик (GSSG). Ензим глутатион враћа назад молекуле у редуковане облике, коришћењем електрона из никотинамид аденина динуклеотиде фосфата , (регулисањем трансформације NADP у NADPH)
Апоцерулоплазмин, апотрансферин и апоферитин
Апоцерулоплазмин, апотрансферин и апоферитин су протеини који лимитирају пул слободног гвожђа и спречавају његово укључивање у Фентонову реакцију, одговорну за продукцију хидроксилног радикала.

### Секундарна антиоксидантна заштита
Секундарни антиоксиданти већином делују тако што уклањају већ створене слободне радикале и представљају „хватаче“ слободних радикала, затим служе као донор електрона, разграђују липид-пероксиде настале у фази пропагације, везују јоне метала, а неки од њих инхибирају и ензимске системе које продукује реактивне врсте кисеоника (ROS).

#### Ензимски антиоксиданти
У секундарну антиоксидантну заштиту убрајају се ензими који учествују у исправљању насталог оксидативног оштећења нуклеинских киселина, протеина и липида. То су првенствено протеолитички ензими, фосфолипаза A2, класична (фосфолипиди-независна) и фосфолипиди зависна GSHPx, гликозилазе, ендо-и егзонуклеазе, ДНК лигазе, ДНК полимеразе, итд Ови ензими „поправљају“ оштећене молекуле ДНК, одстрањују оксидоване масне киселине мембранских липида и кроз процесе деградације и ресинтеза обнављају оксидоване аминокиселине, односно протеине.

#### Неензимски антиоксиданти
Неензимски антиоксиданти који обухватају природне ендогене продукте ћелије, нутритивне егзогене материје и синтетске препарате су и бројна нискомолекулска једињења, хидрофилног или липофилног карактера. Најзначајнији природни антиоксиданти су аскорбинска киселина, каротеноиди, убихинон итд.

#### Ојачани липиди
Ојачани липиди су липидни молекули у којима неке од масних киселина садрже деутеријум уместо водоника. Могу се користити за заштиту живих ћелија успоравањем ланчане реакције због изотопског дејства на пероксидацију липида. Један од најпогубнијих и најнепоправљивијих типова оксидативног оштећења који наносе реактивне врсте кисеоника (РВК) на биомолекуле укључује цепање везе угљеник-водоник (апстракција водоника). У теорији, замена водоника деутеријумом „појачава“ се веза због кинетичког изотопског ефекта, а такви појачани биомолекули које тело преузме биће отпорнији на РВК.

## Клинички значај
Клиничке последице деловања штетних реактивних врста кисеоника присутне су у већини болести и умирања људи. Најазначајнији поремећаји и болести, које могу настати као последица штетног деловања реактивних врста кисеоник су:
Превремено старење
Старењем организма, ефикасност аутофагије опада, и долази до акумулирације старих и оштећених митохондрија, које за собом остављају јоне и тиме доводе до стварања реактивних врста кисеоника. Све то настаје због разних промена у ћелији, као што су оштећења ДНК, липидна пероксидација у мембрани, формирање укрштених веза између протеина, али и дејства на смањење теломера. Промене у концентрацији реактивних врста кисеоника такође настаје и као резултат мутације ензима који су укључени у процес неутрализацији ових једињења (нпр. супероксид дисмутаза).
| „ | Антиоксиданси обнављају оштећења, но, што сте старији, брзина оштећивања је већа од обнављања и то изазива старење. Антиоксиданси успоравају старење, али нас неће учинити бесмртнима. | ” |

Тумори
Слободне кисеоничке врсте мењају ДНК тако што мутирају гене који контролишу размножавање ћелија. Зато се ћелије неконтролисано и убрзано размножавају без контроле. Промене ДНК у организму трају 10-20 година (понекад и краће), од почетака иницијалног деловања узрочника. Зато реактивне врсте кисеоника могу имати улогу карциногена у организму;
Након стимулације фактора раста РТК-а, РОС може покренути активацију сигналних путева укључених у ћелијску миграцију и инвазију, као што су чланови породице протеин киназе активиране митогеном (МАПК) – екстрацелуларно регулисана киназа (ЕРК), ц-јун НХ-2 терминална киназа ( ЈНК) и п38 МАПК. РОС такође може да подстакне миграцију повећањем фосфорилације фокалне адхезионе киназе (ФАК) п130Цас и паксилина.
И ин витро и ин виво, показало се да РОС индукује факторе транскрипције и модулира сигналне молекуле укључене у ангиогенезу (ММП, ВЕГФ) и метастазе (у регулацији АП-1, ЦКСЦР4, АКТ и смањење ПТЕН-а). 
Експериментална и епидемиолошка истраживања у последњих неколико година показала су блиску повезаност између РОС, хроничне упале и рака. РОС индукује хроничну упалу индукцијом ЦОКС-2, инфламаторних цитокина (ТНФα, интерлеукин 1 (ИЛ-1), ИЛ-6), хемокина (ИЛ-8, ЦКСЦР4) и проинфламаторних транскрипционих фактора (НФ-κБ). Ови хемокини и хемокински рецептори, заузврат, промовишу инвазију и метастазе различитих типова тумора.
Шећерна болест
Хипергликемија изазива формирање реактивних врста кисеоника, погоршава стање и узрокује разне компликације;
Атеросклероза
Атеросклероза доводи до болести срца и крвних судова, последица је оксидације (штетног) ЛДЛ- липопротеина и повећаног стварање - водоник-пероксида{H2O2}-, што доводи до оштећења на слузокожи артерија. У оштећеној слузокожи ствара се угрушак (тромб), који може зачепити лумен крвног суда, кроз који тече крв за снабдевање срчаног мишића, мозга и других органа и тако изазвати срчани, мождани или инфаркт неког другог органа;
Катаракта (старачка мрена)
Катаракта је дегенеративна болест коју карактерише замућење очног сочива. Појаву катаракте спречава ензим глутатион који сочиво штити од сунчевог (ултравиолетног) зрачења. Како са старењем глутатиона има све мање, ова болест је такође једна од карактеристика старења.
Неуродегенеративне болести
Даунов синдром (тризомија) због промена на хромозомима и Алцхајмерова болест, због непосредне веза између пероксидације и формирање амилоид липида.
Реуматоидни артритис
Настаје као последица деловања реактивних кисеоничких врста на зглобове.
ХИВ инфекција
Ову инфекцију карактерише повећан катаболизма цистеина у сулфат, због чега је количина цистеина и глутатиона смањена и на тај начин (јер је то претеча антиоксиданата) смањена је додатно умањена функција лимфмоцита.
Јонизујуће зрачење
Оштећења у организму изазвана рендгенским радиоактивним, електромагнетним и другим врстама зрачења последица су деловања слободних радикала који настају деловањем тих агенаса.
Хипоксија
Према многобројним истраживањима два феномена показују разлику између иреверзибилног и реверзибилног оштећења у случају хипоксије. Један од њих је неспособност реверзије (поновног успостављања) нормалне функције митохондрије, а други представља оштећења на нивоу ћелијских мембрана, а нарочито плазма мембране. Међутим, и у једном и у другом случају, према новијим налазима из литературе, главне промене у условима хипоксије одвијају се на нивоу мембране, а један од битних фактора оштећења мембране у овим условима су молекули са повећаном активношћу какви су на пример реактивне врсте кисеоника или слободни радикали кисеоника али и азота .